# Ella Onojuvwevwo
Ella Onojuvwevwo (* 25. März 2005 in Ughelli) ist eine nigerianische Sprinterin, die sich auf den 400-Meter-Lauf spezialisiert hat. Mit der nigerianischen 4-mal-400-Meter-Staffel wurde sie 2024 in Douala Afrikameisterin.

## Sportliche Laufbahn
Erste Erfahrungen bei internationalen Meisterschaften sammelte Ella Onojuvwevwo im Jahr 2021, als sie bei den U20-Weltmeisterschaften in Nairobi in 3:31,46 min mit der nigerianischen 4-mal-400-Meter-Staffel die Goldmedaille gewann. Zudem kam sie in der Mixed-Staffel im Vorlauf zum Einsatz und trug damit zum Gewinn der Goldmedaille bei. Im Jahr darauf gewann sie bei den Afrikameisterschaften in Port Louis in 3:22,75 min gemeinsam mit Ifeanyi Emmanuel Ojeli, Ayo Adeola und Patience Okon George die Silbermedaille in der Mixed-Staffel hinter dem Team aus Botswana. Anschließend schied sie bei den Commonwealth Games in Birmingham mit 54,02 s in der ersten Runde über 400 Meter aus und belegte mit der Staffel in 3:33,13 min den sechsten Platz. Im Herbst begann sie ein Studium an der Louisiana State University in den Vereinigten Staaten. 2023 wurde sie bei den Weltmeisterschaften in Budapest mit der 4-mal-400-Meter-Staffel im Vorlauf disqualifiziert. Bei den World Athletics Relays 2024 in Nassau wurde sie in 3:12,87 min Vierte in der Finalrunde der Mixed-Staffel und sicherte damit dem nigerianischen Team einen Startplatz bei den Olympischen Spielen in Paris. In den Vereinigten Staaten stellte sie im Mai mit 50,57 s einen neuen U20-Afrikarekord auf und im Juni siegte sie bei den Afrikameisterschaften in Douala in 3:27,31 min gemeinsam mit Patience Okon George, Esther Elo Joseph und Omolara Ogunmakinju die Goldmedaille mit der Frauenstaffel, während sie sich in der Mixed-Staffel in 3:13,72 min die Silbermedaille hinter dem südafrikanischen Team sicherte. Im August verpasste sie bei den Olympischen Sommerspielen in Paris mit 3:11,99 min den Finaleinzug in der Mixed-Staffel und über 400 Meter schied sie mit 51,05 s im Halbfinale aus. Kurz darauf belegte sie bei den U20-Weltmeisterschaften in Lima in 52,61 s den fünften Platz über 400 Meter.

## Persönliche Bestleistungen
- 200 Meter: 23,35 s (+1,6 m/s), 14. April 2023 in Gainesville
- 400 Meter: 50,57 s, 10. Mai 2024 in Gainesville
  - 400 Meter (Halle): 52,47 s, 23. Februar 2024 in Fayetteville